# Арнсберг (графство)
Арнсберг — средневековое германское графство Священной Римской империи на территории современной федеральной земли Северный Рейн-Вестфалия со столицей в Арнсберге.

## История
Графство возникло при разделе владений графа Бернхарда II Верльского (ум. 1063) между двумя его сыновьями: старший, Конрад (ум. 1092), получил владение Арнсберг с титулом графа Верль-Арнсберг, а младший, Херманн (ум. 1096) — сеньорию Липпе. Таким образом, первые графы Арнсберга являлись кровными родственниками дома Липпе. Однако линия Верль-Арнсберг пресеклась уже в 1124 году. Графство перешло к графу Готтфриду фон Куик (Cuyk) из рода бургграфов Утрехта, женатому на наследнице графов Верль-Арнсберг.
В 1166 году архиепископ Кёльна и герцог Саксонии Генрих Лев под предлогом возмездия за убийство графом Генрихом I своего брата взяли приступом и разрушили замок Арнсберг. Графу Генриху I удалось бежать. После этого графство на некоторое время перешло под сюзеренитет архиепископа Кёльнского.
В 1175 году граф Генрих I для демонстрации своей независимости принял титул «Божьей милостию, граф Арнсберга». В 1237 году из графства Арнсберг выделилось графство Ритберг во главе с боковой линией семьи фон Куик.
В 1368 году архиепископ Кёльна выкупил за 130 000 гульденов у последнего, бездетного графа Арнсберг его титул и владения, на которые также претендовали графы Марк.

## Графы Арнсберг
- Верльская династия
  - Конрад II (р. 1040) 1063—1092, сын графа Бернхарда II Верльского
  - Херманн (ум. 1092), юнгграф (соправитель), сын Конрада II
  - Фридрих I Упрямый (1075—11.02.1124) 1092—1124, граф Вестфалии, сын Конрада II
- Род фон Куик

Родословное древо графов Арнсбергских

- - Готтфрид I 1124—после 1154, бургграф Утрехта c 1132, сын бургграфа Утрехта Генриха I фон Куик, 2-й муж Ютты (Иды), дочери Фридриха I Упрямого.
  - Генрих I Братоубийца (1128—4.06.1200) после 1154—1185, юнгграф (соправитель) при жизни отца, сын Готтфрида I. В 1185 отрёкся от власти, умер в монастыре.
  - Генрих II, 1175—ок.1217, юнгграф (соправитель) при отце, затем при мл. брате, граф Ритберг с 1202, ст. сын Генриха I
  - Готтфрид II (р. 1157) 1185—1235, мл. сын Генриха I
  - Готтфрид III (р. до 1214) 1235—1284/7, сын Готтфрида II
  - Людвиг (ум. 2.05.1313) 1282—1313, первоначально юнгграф (соправитель) при своём отце Готтфриде III
  - Вильгельм (р. до 1277) 1313—1338, тевтонский рыцарь, сын графа Людвига
  - Готтфрид IV (1295—21.02.1371) 1338—1368, сын графа Вильгельма